# Cai Lun
Pour les articles homonymes, voir Cai.
Dans ce nom chinois, le nom de famille, Cai, précède le nom personnel.
Cai Lun (chinois traditionnel : 蔡倫 ; chinois simplifié : 蔡伦 ; pinyin : Cài Lún ; Wade : Ts’ai Lun), (v. 50 - 121), dont le prénom social était Jìngzhòng (敬仲), est un eunuque haut fonctionnaire de la cour impériale chinoise pendant la dynastie des Han orientaux.
Cai est un personnage célèbre de l'histoire chinoise car on lui attribue, par tradition, l'invention du papier, ou tout au moins l'amélioration de sa technique de fabrication. Il aurait eu l'idée, en l'an 105, de remplacer les supports anciens de l'écriture, c'est-à-dire les tablettes de bambou et la soie, par un papier réalisé à partir d'une pâte à base d'écorce d'arbres (notamment de mûrier à papier), de lin et de chanvre.
L'archéologie vient contredire cette tradition. Des fragments de papiers issus de fibres végétales nettement antérieurs à l'époque de Cai Lun ont été retrouvés dans un certain nombre de sites chinois, les plus anciens datant du IIe siècle av. J.-C. ou du début du Ier siècle av. J.-C..
Au vu du très faible nombre de documents anciens en papier parvenus jusqu'à nous, on ne peut pas affirmer que Cai Lun ait eu un rôle déterminant d'un point de vue technique, ni du point de vue d'une production plus massive, ni même que son époque ait vu l'administration impériale se mettre soudainement à utiliser plus couramment le papier.
Le pouvoir impérial chinois a participé à forger la légende de Cai Lun par le biais d'une biographie officielle, conduisant à en faire une sorte de divinité des papetiers. Un temple en son honneur aurait été érigé à Chengdu pendant la dynastie Song (960-1279).
Dans le grand public chinois actuel, Cai Lun personnifie le rôle de la Chine dans l'essor de l'industrie papetière.